# توفیق بربیر
توفیق بربیر (عربی: توفيق بربير) بازیکن فوتبال اهل لبنان بود.
وی همچنین در تیم ملی فوتبال لبنان بازی کرده‌است.